# Yeroskipos
CYTA Yeroskipos – Yeroskipos Submarine Cable Station ist die Landstation der Cyprus Telecommunications Authority (CYTA) für das SEA-ME-WE 3 und weitere Seekabel in Geroskipou. Das South-East Asia – Middle East – Western Europe 3 verbindet Europa, Afrika, Asien und Australien miteinander. Auf der Submarine Cable Station Yeroskipos laufen neben dem SEA-ME-WE 3 auch weitere Unterseekabel auf.

## Hintergrund und Lage
Das SEA-ME-WE 3 wurde am 30. August 1999 in Betrieb genommen. Mit 39.000 km Gesamtlänge ist es das größte Seekabelsystem weltweit. Zur Kapazitätssteigerung und zur Verbesserung der Signalqualität wird Wavelength Division Multiplexing eingesetzt.
Geroskipou befindet sich an der Südspitze Zyperns und eignet sich deshalb als Standort für ankommende Glasfaserkabel. CYTA verbindet das zypriotische und das nordzypriotische Internetnetz mit SEA-ME-WE 3 und weiteren Unterseekabeln. Dazu gehört das CYTA-eigene ATHENA System.
Das ringförmig um Zypern verlaufende Poseidon-System für die Gas- und Öl-Offshore-Industrie hat ebenfalls seine Landanbindung in Yeroskipos.

## Nachrichtendienstliche Aufklärung
Der britische Geheimdienst GCHQ überwacht von der Yeroskipos Submarine Cable Station aus den globalen Kommunikationsverkehr via SEA-ME-WE 3 und eventuell weiteren Unterseekabeln. Diese Aktivitäten werden durch staatlichen Telefonanbieter Cyprus Telecommunications Authority (CYTA) unterstützt, da er per Gesetz verpflichtet ist, mit den britischen Diensten (und damit de facto auch mit den Amerikanern) zusammenzuarbeiten. Neben den Kommunikationsverbindungen nach Israel und Syrien laufen auch Verbindungen nach Ägypten, in den Libanon, die Türkei, Griechenland und Italien über Zypern.
Großbritannien ließ sich 1960 bei der Unabhängigkeit Zyperns weitgehende Rechte bei der Fernmeldeaufklärung zusichern. In Sektion 6 des Unabhängigkeitsvertrags verpflichtete sich der damals junge Staat, Großbritannien zu "konsultieren und zu kooperieren", wenn es um Fragen der inländischen Kommunikation geht.